# Oskuldens och erfarenhetens sånger
Oskuldens och erfarenhetens sånger (engelska: Songs of Innocence and Experience) är en diktsamling skriven och illustrerad av den brittiske poeten William Blake. Ursprungligen publicerades Oskuldens sånger 1789. Fem år senare, 1794, gavs diktsamlingarna ut tillsammans som Songs of Innocence and of Experience Showing the Two Contrary States of the Human Soul. Diktsamlingen har influerat bland andra Allen Ginsberg, Bob Dylan och Patti Smith.

## Oskuld och erfarenhet
Som den samlande titeln gör gällande är begreppen oskuld och erfarenhet centrala i diktsamlingen. Blake skapar i sin poesi ett visionärt universum, som han till viss del inspirerats till av Emanuel Swedenborg, men som han också kritiserade. Blakes poesi är inte lika välordnad som Swedenborgs välordnade profetiska fantasier.
Oskuld och erfarenhet är två olika definitioner av medvetandet. I Oskuldens sånger (Songs of Innocence) framställer Blake det paradisiska tillståndet och oskuldens och barnens värld. Poesin i samlingen går från enkla barnvisor till storslagna visioner. I Erfarenhetens sånger (Songs of Experience) har människan ätit av kunskapens träd, och det som skildras är hur detta har påverkat människans och skapelsens tillstånd med socialt elände och hunger.
Oskuld och hunger som kategorier omprövar paradiset och fallet därifrån från Det förlorade paradiset. Under romantiken var dessa kategorier två sätt att se på världen i en tydlig kronologi: barndomen ses som ett tillstånd av skyddad oskuld snarare än ursprunglig synd, om än inte immunt mot den fallna världen och dess institutioner. Emellanåt gör den fallna världen intryck på barndomen, och uppdagas oavsett genom "erfarenheten" – ett tillstånd som utgörs av förlusten av barndomens vitalitet, av rädsla och förbud, av social och politisk korruption och av kyrkans, statens och de styrande klassernas månghövdade förtryck.
Den påtagliga enkelheten i dikter som "The Chimney Sweeper" och "The Little Black Boy" är exempel på Blakes tydliga medvetenhet om fattigdomens verklighet och den exploatering som medföljde Dark Satanic Mills under industriella revolutionen.

## Adaptioner
Dikter från samlingens båda delar har tonsatts av många kompositörer, som Ralph Vaughan Williams, Joseph Holbrooke, John Frandsen, Sven-David Sandström, Benjamin Britten och Jacob ter Veldhuis. Vissa av dikterna har tonsatts av bland andra John Tavener, Jah Wobble och Tangerine Dream. Patti Smith har bland annat framträtt med "The Tyger" från Songs of Innocence. Poeten Allen Ginsberg menade att dikterna skrevs för att sjungas, och att genom att studera dikternas rytm och metrik kunde man närma sig ett blakeskt framträdande. 1969 arrangerade, dirigerade, sjöng samt spelade piano och munspel i ett album som fick titeln Songs of Innocence and Experience by William Blake, tuned by Allen Ginsberg (1970).
Rockgruppen U2 spelade in Songs of Innocence 2014 och planerar att släppa en uppföljare, Songs of Experience under 2016.